# Katastrofa pod Powurskiem
Katastrofa pod Powurskiem – katastrofa, która miała miejsce 29 czerwca 1926 roku na terenie gminy Powórsk (wówczas Powursk), w ówczesnym województwie wołyńskim II Rzeczypospolitej. Jej przyczyną była eksplozja niewybuchu spowodowana nieumyślnie przez podoficera Wojska Polskiego.

## Przebieg i skutki katastrofy
29 czerwca 1926 roku 45 Pułk Strzelców Kresowych odbywał kolejny etap marszu z macierzystego garnizonu Równe do Obozu Ćwiczeń „Powursk”, gdzie miał wziąć udział w manewrach 13 Dywizji Piechoty. W południe oddział doszedł do Iwanówki, położonej na południowy wschód od Powurska. Następnie pułk przystąpił do forsowania rzeki Stochód. Rozpoznanie przeprawy przeprowadził zastępca dowódcy pułku, podpułkownik Edward Dojan-Surówka.
W czasie rozpoznania rzeki pułkownik Surówka stwierdził, że wysoki stan wód oraz brak odpowiednich mostów i kładek pozwala na przeprawienie w miejscowości Hulewicze jedynie piechoty. Tabor pułkowy i karabiny maszynowe decyzją pułkownika Rybickiego zostały skierowane do Powurska przez Hruszówno (Hruszewo) i Zajączówkę. Po przeprawieniu się 1. kompanii dowódca jednostki, pułkownik Kazimierz Rybicki udał się do Hruszówna, by nadzorować przeprawę taboru i karabinów maszynowych. Przeprawą kolejnych pododdziałów piechoty w Hulewiczach kierował pułkownik Surówka. Po zakończeniu przeprawy i skoncentrowaniu pododdziałów piechoty dalszy marsz miał być przeprowadzony z takim wyliczeniem, by dotrzeć do Powurska przez Zajączówkę jeszcze tego samego dnia wieczorem.
Dowódca III baonu, major Stanisław Papiz wyznaczył dla swego pododdziału rejon koncentracji i krótkiego odpoczynku na rozwidleniu dróg prowadzących z Hulewicz do Powurska i Zajączówki. Po zakończeniu przeprawy III/45 pp skoncentrował się w nakazanym rejonie w następujący sposób: 6. i 7. kompania po prawej stronie drogi Hulewicze–Zajaczówka, 8. kompania po obu stronach tej samej drogi, natomiast 3. kompania ckm po prawej stronie drogi Hulewicze–Powursk. Kompania 7. była wysunięta najbliżej Zajączówki, a kompania 6. znalazła się między 7. i 8. kompanią.
Około godz. 21:30 pułkownik Surówka nakazał majorowi Papizowi marsz batalionu na Powursk drogą prowadzącą bezpośrednio z Hulewicz, a nie przez Zajączówkę. Polecenie zostało wykonane. Jako pierwsza marsz w kierunku rozwidlenia dróg prowadzących z Hulewicz do Powurska i Zajączówka rozpoczęła 6. kompania. W momencie, gdy czoło 6. kompanii znalazło się na tyłach 8. kompanii i w odległości 3–4 kroków od czoła 3. kompanii ckm, nastąpiła eksplozja.
W następstwie eksplozji śmierć poniosło 3 oficerów i 38 szeregowców, a kolejnych 44 żołnierzy zostało rannych (pierwsze doniesienia mówiły o 37 zabitych i ponad 30 rannych).
Przeprowadzone dochodzenie wykazało, że sprawcą katastrofy był podoficer broni 6. kompanii, kapral Jerzy Pakura. Wymieniony podoficer w czasie odpoczynku znalazł leżący w życie pocisk artyleryjski o długości około 300 mm i średnicy (kalibrze) około 80 mm, a po komendzie nakazującej marsz kompanii, podniósł go, uchwycił prawą ręką, a następnie szedł z nim dziesięć kroków, jednocześnie uderzając o rękę lewą. Miejsce, w którym doszło do katastrofy, znajdowało się poza terenem poligonu artyleryjskiego. Najprawdopodobniej pocisk, który znalazł kapral Pakura, był niewybuchem rosyjskiego pocisku kalibru 76,2 mm, pochodzącym z okresu walk nad Stochodem w roku 1916. 
Pośrednią odpowiedzialnością za spowodowanie katastrofy władze wojskowe obciążyły, za pośrednictwem swego organu prasowego, firmę „Demat”, która była zobowiązana do oczyszczenia terenu z przedmiotów niebezpiecznych.
29 lipca 1926 roku w kaplicy garnizonowej w Równem, w koszarach na Woli, odbyło się nabożeństwo żałobne za zmarłych w katastrofie pod Powurskiem.
25 października 1926 roku Prezydent RP Ignacy Mościcki nadał pośmiertnie kapitanowi Tadeuszowi Miłaszewskiemu stopień majora, natomiast porucznikom Piotrowi Kołodziejowi i Władysławowi Kaniewskiemu stopnie kapitana.
Katastrofa nie wpłynęła znacząco na dalszą karierę oficerów sztabowych 45 pp. Dochodzenie wykazało, że nie mogli tego wypadku przewidzieć ani też mu zapobiec.
Kazimierz Jarosław Rybicki 16 marca 1927 roku awansował na pułkownika, 6 lipca 1929 roku został przeniesiony na równorzędne stanowisko dowódcy 49 Pułku Strzelców Kresowych w Kołomyi. W 1939 roku był zastępcą pułkownika Czesława Kozierowskiego, przewodniczącego Oficerskiego Trybunału Orzekającego.
Edward Dojan-Surówka w sierpniu 1926 roku został wyznaczony na stanowisko dowódcy 21 Pułku Piechoty „Dzieci Warszawy”, a 1 stycznia 1929 roku awansował na pułkownika. W kampanii wrześniowej 1939 roku dowodził 2 Dywizją Piechoty Legionów.
Stanisław Julian Papiz w 1928 roku pełnił służbę w Dowództwie 8 Dywizji Piechoty w Modlinie. Z dniem 31 maja 1931 roku został przeniesiony w stan spoczynku. 
Major Wiktor Rusiecki 19 lipca 1926 roku został przesunięty ze stanowiska dowódcy II baonu na stanowisko kwatermistrza pułku. Nowym dowódcą II/45 pp został major Fabian Borzobohaty.

## Ofiary
Zabici i zmarli z ran
| 1. kpt. Tadeusz Miłaszewski 2. por. Piotr Kołodziej 3. por. Władysław Kaniewski 4. st. sierż. Bazyli Semkow 5. st. sierż. Wacław Lindajewski 6. sierż. Ignacy Łąk 7. kpr. Wacław Bańkowski 8. kpr. Jerzy Pakura 9. kpr. Antoni Piechaczek 10. st. szer. Florian Fryc | 11. st. szer. Franciszek Chmielewski 12. st. szer. Józef Kłaja 13. szer. Gustaw Stefaniak 14. szer. Józef Stasiek 15. szer. Ludwik Przybyła 16. szer. Piotr Zaremba 17. szer. Paweł Buchalik 18. szer. Erich Szymura 19. szer. Józef Gajda 20. szer. Lejba Czarnowicz | 21. szer. Julian Woryna 22. szer. Mojżesz Machtynger 23. szer. Nuchim Milman 24. szer. Dawid Klajner 25. szer. Paweł Kałka 26. szer. Wojciech Gizik 27. szer. Stanisław Szczerba 28. szer. Stanisław Rojek 29. szer. Robert Wolny 30. szer. Piotr Ruszczyński | 31. szer. Antoni Kukulski 32. szer. Michał Styrt 33. szer. Lejba Baraban Hersz 34. szer. Maksymilian Gocz 35. szer. Uszer Grynszpun 36. szer. Trofim Kowalec 37. szer. Aron Czerkaski 38. szer. Józef Woźniak 39. szer. Piotr Dudziński 40. szer. Michał Mikutel | 41. elew Janusz Lombardo |

Ranni
| 1. por. rez. Wacław Wachnowski 2. sierż. Piotr Roczniak 3. plut. Paweł Łarjanow 4. plut. Władysław Domagała 5. kpr. Izydor Konieczny 6. kpr. Józef Szulc 7. kpr. Jan Promny 8. kpr. Ryszard Rojek 9. st. szer. Franciszek Sobik 10. st. szer. Jan Mroczek 11. st. szer. Józef Sowa | 12. st. szer. Stefan Mironiuk 13. szer. Franciszek Ochojski 14. szer. Cheim Szafir 15. szer. Aleksander Mikłaszewski 16. szer. Franciszek Pradun 17. szer. Ela Garber 18. szer. Jan Łazur 19. szer. Szulim Grynszpun 20. szer. Bernard Prochacki 21. szer. Józef Oszwa 22. szer. Władysław Głaz | 23. szer. Icek Baran 24. szer. Józef Krzyżewski 25. szer. Wiktor Kłąka 26. szer. Stefan Hennig 27. szer. Franciszek Górka 28. szer. Bartłomiej Pąk 29. szer. Joachim Pawełek 30. szer. Wiktor Juźwiuk 31. szer. Mikołaj Kuwałek 32. szer. Hipolit Maszkowski 33. szer. Piotr Hołodecki | 34. szer. Antoni Student 35. szer. Hersz Gryn 36. szer. Antoni Kaźmirow 37. szer. Hersz Berger 38. szer. Ber Landzbojm 39. szer. Paweł Grzesik 40. szer. Jan Ławkiel 41. szer. Franciszek Bednarz 42. szer. Wilhelm Nierzporek 43. szer. Stanisław Pietruszyński 44. st. szer. Paweł Słapka |